# Heinrich Kerkring (1610–1693)

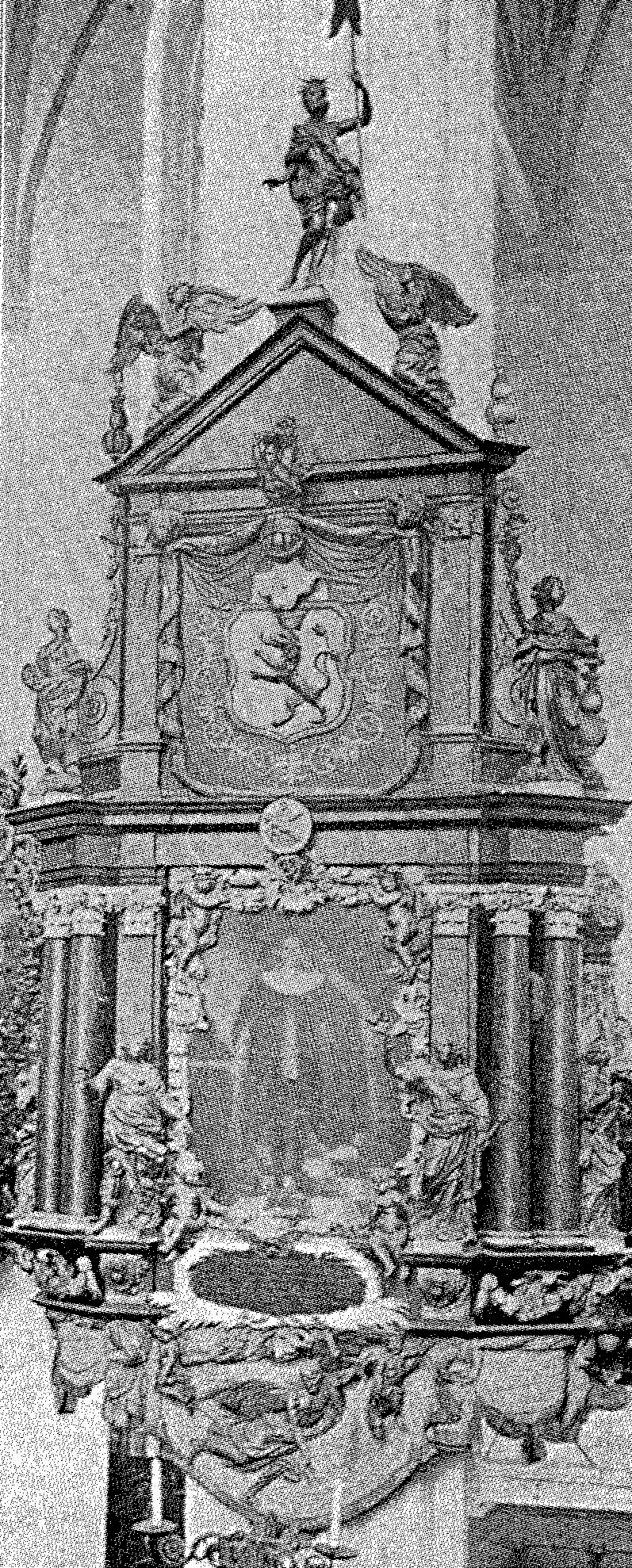
Epitaph Heinrich Kerkring

Heinrich Kerkring (* 1610 in Lübeck; † 23. Mai 1693 ebenda) war ein deutscher Ratsherr der Hansestadt Lübeck.

## Leben
Kerkring entstammte einer jüngeren Linie der in Lübeck seit dem Mittelalter ratssitzenden Familie Kerkring. Er studierte ab 1627 Rechtswissenschaften an den Universitäten Rostock, Königsberg und Groningen. Nach dem Studium bereiste er England und Frankreich. 1643 wurde er Mitglied der patrizischen Zirkelgesellschaft in Lübeck. Er wurde 1654 zum Ratsherrn gewählt und 1671 im Lübecker Rat zum Bürgermeister bestimmt.  
Als Ratsherr vertrat er die Stadt mehrfach als Gesandter. So war er 1658 bei König Karl X. Gustav von Schweden während seines Aufenthaltes in Schleswig-Holstein, 1659 in Vertretung Lübecker Schifffahrtsinteressen am Hof von Kopenhagen. 1660 war er bei dem General Raimondo Montecuccoli, der mit den kaiserlichen Truppen in den Vierlanden Quartier genommen hatte.
Kerkring war Kirchenvorsteher der Jakobikirche, gestattete aber der Reformierten Gemeinde Lübecks in seinem Sommerhaus vor dem Holstentor ihre Gottesdienste abzuhalten.
In erster Ehe war er seit 1632 verheiratet mit Elisabeth, geb. Plönnies, verwitwete Meding. In zweiter Ehe heiratete er 1672 Anna, geb. von Stiten, die Witwe des gleichnamigen Ratsherrn Heinrich Kerkring († 1670).
Sein Epitaph in der Lübecker Marienkirche mit seinem bereits 1676 gefertigten Vollporträt von Godfrey Kneller wurde bei Luftangriff auf Lübeck 1942 zerstört.

## Schriften
- Verzeichnuß von denen Adelichen Familien der Zirckel-Gesellschafft in Lübeck, Was es mit denen vor eine Bewandtnuß, wie sie in diese kayserl. Freye Reichs-Stadt Lübeck gekommen; Was sie daselbst gemachet; auch wie sie endlich wieder abgegangen; also das n ur etzliche wenig nachgeblieben; Allen noch Hinterstelligen zur Nachricht, daß weil sie nachgerade auch abgehen und geringer werden, sie noch einige Wissenschaft davon haben mögen. Moritz Schmalhertz, Lübeck 1689